# Methysia aenetus
Methysia aenetus är en fjärilsart som beskrevs av William Schaus 1896. Methysia aenetus ingår i släktet Methysia och familjen björnspinnare. Inga underarter finns listade i Catalogue of Life.